# Centromerus serbicus
Centromerus serbicus är en spindelart som beskrevs av Christo Deltshev 2002. Centromerus serbicus ingår i släktet Centromerus och familjen täckvävarspindlar. Inga underarter finns listade i Catalogue of Life.